# 27977 Дістратіс
27977 Дістратіс (27977 Distratis) — астероїд головного поясу, відкритий 25 жовтня 1997 року.
Тіссеранів параметр щодо Юпітера — 3,367.